# Májusi éj (film)
Májusi éj, avagy a vízbefúlt lány (Майская ночь, или Утопленница) Gogol elbeszélése alapján készült térhatású orosz, szovjet film. Rimszkij-Korszakov operájának librettója alapján írták át filmre.

## A film cselekménye
|  | Alább a cselekmény részletei következnek! |

A mese helyszíne egy kis falu. Ukránok, kozákok, oroszok lakják. A film két család és a falusiak történetét beszéli el.
A lányok önfeledten énekelnek és táncolnak egy májusi estén. Egy kozák fiú (Levkó) meglátja őket, és olthatatlan szerelemre gyullad Hanna iránt. Ám a szülők nem engedik összeházasodni a fiatalokat. Hanna anyja meghal, és apja új asszonyt visz a házhoz, akiről kiderül, hogy boszorkány. A mostohaanya üldözi a lányt. Hanna bánatában a tóba veti magát. Ebben a tóban sok-sok vízbe fúlt lány (ruszalka) él. Hanna a vezetőjükké válik.
A pálinkafőző műhelyét egy kő lerombolja, mindenki azt hiszi, hogy Levkó a bűnös. A falufőnök (Levkó apja) keresteti a tettest.
Levkó a holdfénynél meglátja Hanna képét a tó vizében, és énekel hozzá. A tó vizében tündérek élnek, akik csak a holdfényben bújnak elő. Játszik a lányokkal (körtáncot, amelynek Holló a neve). Ekkor kiderül, ki a boszorkány, mert ő nem képes folytatni a játékot. Ekkor a boszorkányság kiderül, a boszorkányt a tó mélységes fenekére vetik. Pannocska levelet ír, amely igazolja Levkó ártatlanságát. A fiatalok boldogságát semmi sem akadályozza már, Levkó és Hanna összeházasodnak.
|  | Itt a vége a cselekmény részletezésének! |

## Szereplők
A női szereplők legtöbbje tündér (ruszalka).
- Nyikolaj Doszenko, Николай Досенко – Levko Makogonenko
- Tatyjana Konyuhova, Татьяна Георгиевна Конюхова – Hanna Petricsenkova
- Lilija Jugyina, Лилия Витальевна Юдина – Pannocska a hivatalnok lánya
- Alekszandr Hvilja, Александр Леопольдович Хвыля – Jevtuh Makogenko, polgármester
- Emma Ceszarszkaja, Эмма Владимировна Цесарская – Jevtuh sógornője
- Anton Dunajszkij, Антон Васильевич Дунайский – pálinkafőző
- Georgij Milljar, Георгий Францевич Милляр – írnok
- Georgij Gumilevszkij, Георгий Константинович Гумилевский – Kalényik
- Gabriel Nyelidov, Габриэль Нелидов – méhész
- Galina Grigorjeva, Галина Константиновна Григорьева – gonosz mostoha
- Vaszilij Bokarjev, Василий Дмитриевич Бокарев – kozák tiszt
- Alekszandr Zsukov, Александр Иванович Жуков – Karpó, földműves

## Munkatársak
- Eredeti történet: Nyikolaj Vasziljevics Gogol, Николай Васильевич Гоголь
- Forgatókönyv: Konsztantyin Fjodorovics Iszajev, Константин Фёдорович Исаев
- Rendező: Alekszandr Arturovics Rou, Александр Артурович Роу
- Operatőr: Gabriel Georgijevics Jegiazarov, Гавриил Георгиевич Егиазаров
- Művészeti vezető: Pjotr Sztyepanovics Galadzsev, Пётр Степанович Галаджев
- Filmzene: Szergej Ivanovics Potockij, Сергей Иванович Потоцкий
- Jelmeztervezők: F. Alekszejenko, Elza Rapoport

A filmhez önálló zenét írtak. Rimszkij-Korszakovtól csak egy dalt vettek át: Levkó dala (Aludj, gyönyörűségem).

## Filmtechnikai adatok
Ezt a filmet lentikuláris sztereoszkópikus változatban forgatták.
A két szem számára külön, sztereoszkópikus megjelenítéssel első ízben 1922-ben készítettek filmet (amelyet nyilvánosság előtt be is mutattak) az Egyesült Államokban, Anaglif eljárással (A szerelem hatalma).
A Szovjetunióban 1940 óta készítettek filmeket részben kísérleti célokra, részben a nagyközönség számára. Ezt a lentikuláris eljárással készített filmet csak Kelet-Németországban és Svédországban tudták bemutatni.
Magyarországon a XX. század harmincas éveiben Anaglif eljárással vetítettek térhatású filmeket. Az ötvenes években a budapesti Toldi mozi színes film vetítésére is képes volt, polarizációs technikával.
Színes technika: Magicolor. A lentikuláris technika képes színes filmet hiánytalanul megjeleníteni. A függőlegesen kifeszített fonalak (huzalok) között átnézve mást lát bal és a jobb szem.

## Fordítás
- Ez a szócikk részben vagy egészben  a(z)   Майская ночь, или Утопленница (фильм) című orosz Wikipédia-szócikk fordításán alapul.  Az eredeti cikk szerkesztőit annak laptörténete sorolja fel. Ez a jelzés csupán a megfogalmazás eredetét és a szerzői jogokat jelzi, nem szolgál a cikkben szereplő információk forrásmegjelöléseként.
- Ez a szócikk részben vagy egészben  a(z)   Майская ночь, или Утопленница című orosz Wikipédia-szócikk fordításán alapul.  Az eredeti cikk szerkesztőit annak laptörténete sorolja fel. Ez a jelzés csupán a megfogalmazás eredetét és a szerzői jogokat jelzi, nem szolgál a cikkben szereplő információk forrásmegjelöléseként.
- Ez a szócikk részben vagy egészben  a   May_Night,_or_the_Drowned_Maiden című angol Wikipédia-szócikk fordításán alapul.  Az eredeti cikk szerkesztőit annak laptörténete sorolja fel. Ez a jelzés csupán a megfogalmazás eredetét és a szerzői jogokat jelzi, nem szolgál a cikkben szereplő információk forrásmegjelöléseként.